# Tapinoma demissum
Tapinoma demissum é uma espécie de formiga do gênero Tapinoma.